# Luka Gugeshashvili
Luka Gugeshashvili (en géorgien : ლუკა გუგეშაშვილი, Louka Gouguéchachvili), né le 29 avril 1999 à Tbilissi, est un footballeur international géorgien, qui joue au poste de gardien de but au PAOK Salonique.

## Biographie

### En club
En fin d'année 2015, Luka Gugeshashvili quitte le Dinamo Tbilisi pour rejoindre le club polonais du Jagiellonia Białystok.
Le 31 août 2017, il est prêté au Podlasie Biała Podlaska en quatrième division polonaise.
En juillet 2018, Gugeshashvili est à nouveau prêté, cette fois au FC Dila Gori en Géorgie.
Le 1er juillet 2019, il est prêté au Recreativo Granada, l'équipe réserve du Granada CF, qui évolue en troisième division.
Dès le mois de janvier 2020, il fait son retour au Dila Gori, à nouveau sous la forme d'un prêt. Il dispute son premier match européen le 8 juillet 2021 face au MŠK Žilina au premier tour de qualification à la Ligue Europa Conférence.
Le 12 janvier 2022, il quitte le Dila Gori et rejoint le Qarabağ FK en prêt,. Il est notamment titulaire lors de la double confrontation face à l'Olympique de Marseille en barrages de Ligue Europa Conférence en février 2022, en l'absence du titulaire Shakhruddin Magomedaliyev, blessé.
Le 9 juillet 2024, Gugeshashvili a signé un contrat de deux ans avec le club de Superleague Elláda, Panserraikos.

### En sélection
Le 25 mars 2023, Luka Gugeshashvili honore sa première sélection en équipe de Géorgie contre la Mongolie en match amical. Il remplace Giorgi Loria à la mi-temps de la victoire six buts à un de son équipe. 
Le 22 mai 2024, il fait partie de la liste des 26 joueurs convoqués par Willy Sagnol pour disputer l'Euro 2024. 

## Palmarès
- Qarabağ FK
  - Vainqueur du Championnat d'Azerbaïdjan en 2022, 2023 et 2024
  - Vainqueur de la Coupe d'Azerbaïdjan en 2022, 2024